# Myrmecicultoridae
Myrmecicultoridae zijn een familie van spinnen. De familie telt 1 beschreven geslacht.

## Geslachten
- Myrmecicultor Ramírez, Grismado & Ubick, 2019